# Samayac
Samayac est une ville du Guatemala dans le département de Suchitepéquez.